# Suat Atalık
Suat Atalık (nascut a Istanbul el 10 d'octubre de 1964) és un jugador d'escacs turc, descendent de bosníacs, que té el títol de Gran Mestre des de 1994. Fou l'únic Gran Mestre de la Federació Turca d'Escacs entre el 1994 i el 2005, quan Mikhaïl Gurévitx s'hi va afilar. Ha representat internacionalment diverses federacions nacionals, i des de 2019 competeix per Sèrbia.
A la llista d'Elo de la FIDE del juny de 2022, hi tenia un Elo de 2454 punts, cosa que en feia el jugador número 24 (en actiu) de Sèrbia. El seu màxim Elo va ser de 2632 punts, a la llista d'abril de 2006 (posició 90 al rànquing mundial).

## Biografia i resultats destacats en competició
Va estudiar al Liceu Galatasaray i estudià psicologia a la Universitat Boğaziçi.
Nascut a Turquia el 1964, representà el país al Campionat del món júnior de 1983, i en fou el primer tauler en diverses olimpíades d'escacs. Els anys 1987 i 1988 fou Campió de Turquia. El 1995 va guanyar la darrera edició del Congrés d'estiu de Hastings. El 1999 fou primer al torneig d'Alushta.
A despit dels seus èxits amb Turquia i del fet que residia a Istanbul, algunes disputes amb els organitzadors d'escacs turcs el varen dur a fixar la seva residència a Bòsnia i Hercegovina, el país dels seus avantpassats.
A l'olimpíada d'escacs de 2000 a Istanbul, Atalik hi va voler jugar representant Bòsnia i Hercegovina en comptes de Turquia, i com a resultat, els organitzadors de l'olimpíada li van impedir jugar. Després de l'elecció d'un nou staff a la federació turca, va retornar a l'equip nacional turc, el 2004.
El 2003, fou primer al torneig de Mar del Plata. El 2007 empatà al primer lloc amb Michael Roiz al torneig Gorenje de Valjevo.
L'11 de novembre de 2005 es va casar amb la GM femenina russa de 22 anys Ekaterina Polovnikova. L'ex aspirant al campionat del món Nigel Short, participà en la cerimònia com a testimoni del nuvi.
El 2006, Atalık va guanyar el 3r Campionat del Mediterrani a Antalya, Turquia. El 2007 es proclamà campió de Turquia per tercer cop en la seva carrera, vint anys després de la primera vegada.

## Partides notables
- Suat Atalik vs Gyula Sax, Memorial Maroczy 1997, defensa Nimzoíndia, clàssica, variant Noa, variant San Remo (E37), 1-0
- Florian Handke vs Suat Atalik, 16è obert 2000, defensa índia de rei, variant ortodoxa, defensa Donner (E94), 0-1
- Zurab Sturua vs Suat Atalik, olimpíada de Bled 2002, defensa eslava, variant camaleó, sistema de l'avanç (D15), 0-1
- Suat Atalik vs Pablo Zarnicki, olimpíada de Bled 2002, defensa índia de dama: variant Kaspàrov-Petrosian, variant clàssica (E12), 1-0